# 美国市场营销协会
美国市场营销协会（英語：American Marketing Association，簡稱AMA）是一个由营销实践和教学的人员组成的非营利专业组织，至2008年已有将近40,000名会员。会员遍及250个高校。美国市场营销协会是从1937年由美国市场营销教师协会和美国市场营销社组建而成，协会出版的杂志被图书馆广泛所购入。
协会出版的杂志有：《营销研究杂志》（Journal of Marketing Research），《营销教育评论》（Marketing Education Review），《营销学杂志》（Journal of Marketing）以及Journal of Public Policy & Marketing